# The Phantom Menace
The Phantom Menace is de eerste aflevering van het tiende seizoen van het tienerdrama Beverly Hills, 90210, die voor het eerst werd uitgezonden op 8 september 1999.

## Verhaal
Matt stormt naar de winkel als hij de schoten heeft gehoord die Kelly heeft afgevuurd op haar verkrachter en ziet dan een man op de grond liggen en Kelly die erbij staat te kijken. Terwijl de sirenes van de politie steeds luider worden zegt Matt tegen Kelly om naar hem te luisteren als de politie er is, hij kijkt naar de man op de grond en ziet dan tot zijn ontsteltenis dat het Joe is. Joe is (was) een cliënt van hem en komt er nu achter dat hij ook de verkrachter was van Kelly. Tijdens het verhoor wordt Kelly stevig aan de tand gevoeld, zij blijft erbij dat het zelfverdediging was en dat zij Joe terecht heeft neergeschoten, Matt bevestigd dit en vraagt de politie haar vrij te laten. Uiteindelijk wordt zij niet aangeklaagd voor de schietpartij maar wel voor het in bezit hebben van een illegaal wapen. Kelly durft het niet te zeggen dat zij dit wapen van Dylan heeft gekregen en zwijgt over hoe zij dit wapen heeft gekregen. Het lukt Matt om alle beschuldigingen tegen Kelly weg te krijgen zodat zij een vrij persoon wordt. Tijdens de verhoren krijgt zij alle steun van haar vrienden die haar bijstaan, tijdens het wachten worden de vrienden lastiggevallen door een journaliste die hen wil interviewen. Niemand is hier van gediend en sturen haar weg, Gina echter wil wel praten en spreekt de journaliste aan en geeft een interview.
Nadat David Gina en Dylan betrapt heeft in bed is hij nog steeds boos op hen en Dylan beseft dat hij niet bij David kan blijven wonen en neemt zijn intrek in een luxe hotel. Gina zoekt hem op en is onder de indruk van alle luxe en wil bij hem blijven. Dylan weet alleen niet dat Donna Gina buitengezet heeft na het zien van het interview waar zij niet echt positief was over Kelly’s daden. Gina mag blijven maar Dylan hoort dan over de uitzetting van Gina en zegt haar dat zij gewoon eerlijk mocht zijn, als de vriendengroep Kelly willen verrassen met een dagje aan zee wordt Gina niet uitgenodigd wat haar boos maakt.
Donna en Wayne hebben nu een intense relatie, Wayne wil veel plezier maken met haar en wil haar meenemen naar leuke dingen. Donna wil Kelly bijstaan in deze moeilijke tijd en als Wayne haar uitnodigt voor een leuke avond hoort hij van Donna dat zij naar Kelly wil gaan op het strand en vraagt Wayne mee. Wayne houdt niet van depressieve bijeenkomsten en slaat het aanbod af, dit schokt Donna en vraagt zich af of hij wel de goede man is voor haar. Na wat denken besluit zij om het uit te maken met Wayne. Donna zoekt Noah op om met hem te praten en ziet hem dan intiem zijn met een meisje genaamd Cherise.
Janet vraagt zich af of er toekomst in haar relatie met Steve zit en zoekt ondertussen haar kansen bij een andere krant. Als Steve een telefoontje krijgt van deze andere krant over referenties voor Janet dan weet hij niet hoe hij over dit moet denken. Later vertelt Janet aan Kelly dat zij zwanger is en niet weet of Steve een goede vader zal zijn. Kelly weet zeker dat Steve dit kan en vertelt dit ook aan Janet. Steve weet niet wat hij met de situatie aan moet tussen hem en Janet, het ene moment zegt zij dat zij van hem houdt en het andere moment wil zij hem verlaten. Janet vertelt hem uiteindelijk dat zij twijfelt over hun relatie wat hard aankomt bij Steve.

## Rolverdeling
- Jennie Garth - Kelly Taylor
- Ian Ziering - Steve Sanders
- Brian Austin Green - David Silver
- Tori Spelling - Donna Martin
- Luke Perry - Dylan McKay
- Joe E. Tata - Nat Bussichio
- Lindsay Price - Janet Sosna
- Daniel Cosgrove - Matt Durning
- Vanessa Marcil - Gina Kincaid
- Vincent Young - Noah Hunter
- Shawn Christian - Wayne Moses
- Cliff Dorfman - Joe Patch
- Elizabeth Bogush - Cherise
- Joe Torrenueva - Hector
- Phil Morris - rechercheur Hayes